# 캣 그린
캣 그린(Kat Green, 1950년 ~ )은 미국의 배우, 작곡가, 텔레비전 배우, 영화배우, 각본가이다.

## 영화
- 히트 (1994년)
- 악몽의 엘리베이터 (1993년)